# Base aérienne 141 Oran la Sénia
La base aérienne 141 Oran-La Sénia était un site opérationnel de l'armée de l'air française, situé sur le territoire de la ville d'Oran, en Algérie française.
Elle était active de 1948 à 1962. Elle a porté le nom de Jean Tulasne, héros du régiment Normandie-Niémen.

## Situation géographique
En 1963, la Senia était alors une modeste agglomération, dont le nom vient de jardin potager. Aujourd'hui le village, situé au sud de la  ville d'Oran est dans sa banlieue. Au sud-est s'étend la sebkha d'Oran, grand lac salé sans doute piégé là depuis la nuit des temps séparé de la mer par le massif de la Merdjadjo. C'est un lac salé de 30 km de long sur 10 de large. Il abrite une faune d'oiseaux importante. 
La Sebkra séparait de la base de Tafaraoui occupée par l'aéronavale.

## Histoire

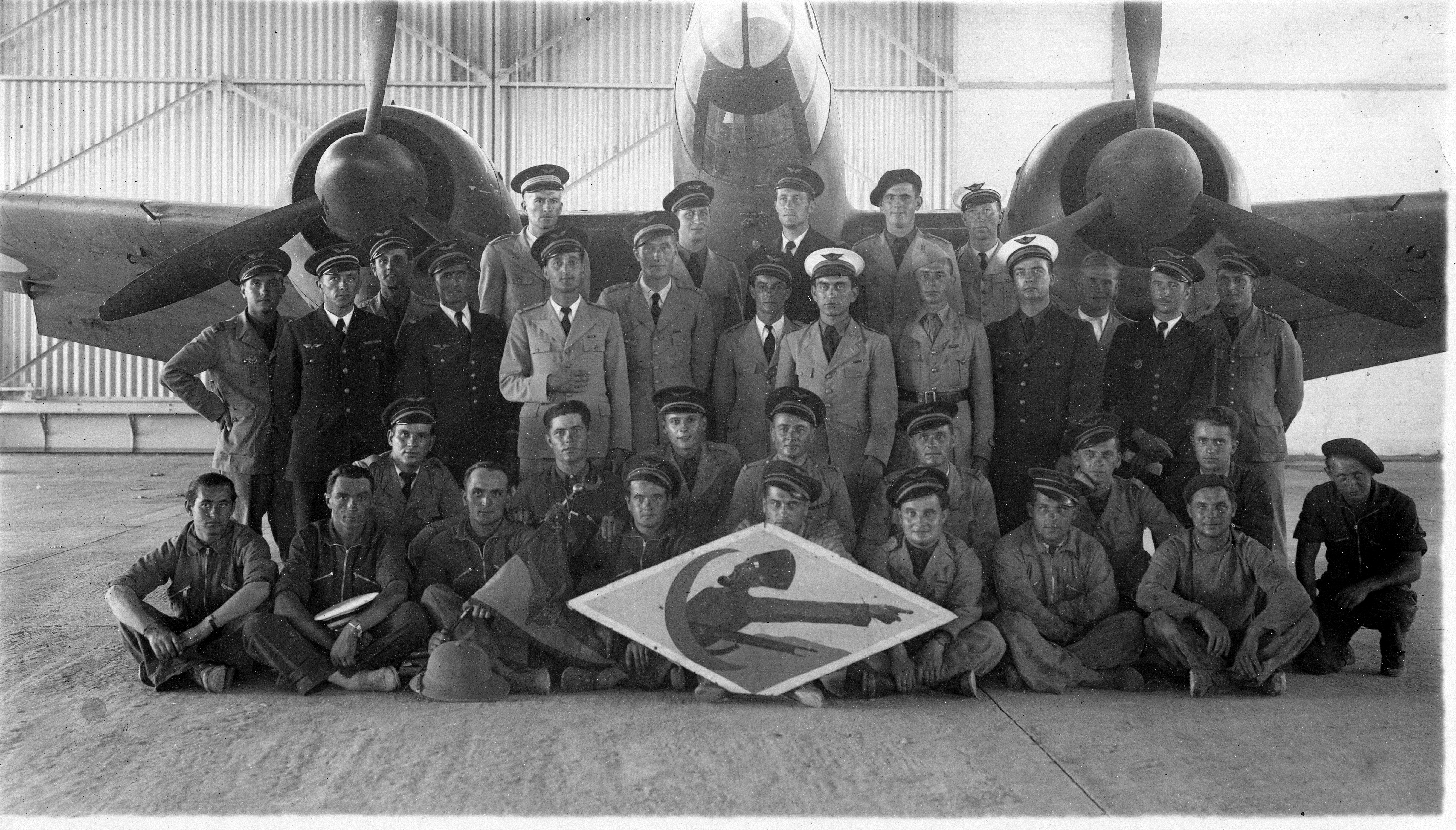
Base aérienne 141, la BR 104, Les Turcos.

L'histoire de cet aérodrome se confond avec l'histoire de l'aviation française en Algérie. La base d'Oran la Sénia a une histoire relativement ancienne puisqu'une école de pilotage y était créée dès 1910. Utilisée ensuite par l'armée de l'air et, bien sûr, par l'US Air Force entre 1942 et 1945, elle deviendra officiellement Base Aérienne 141 le 01/06/1948.

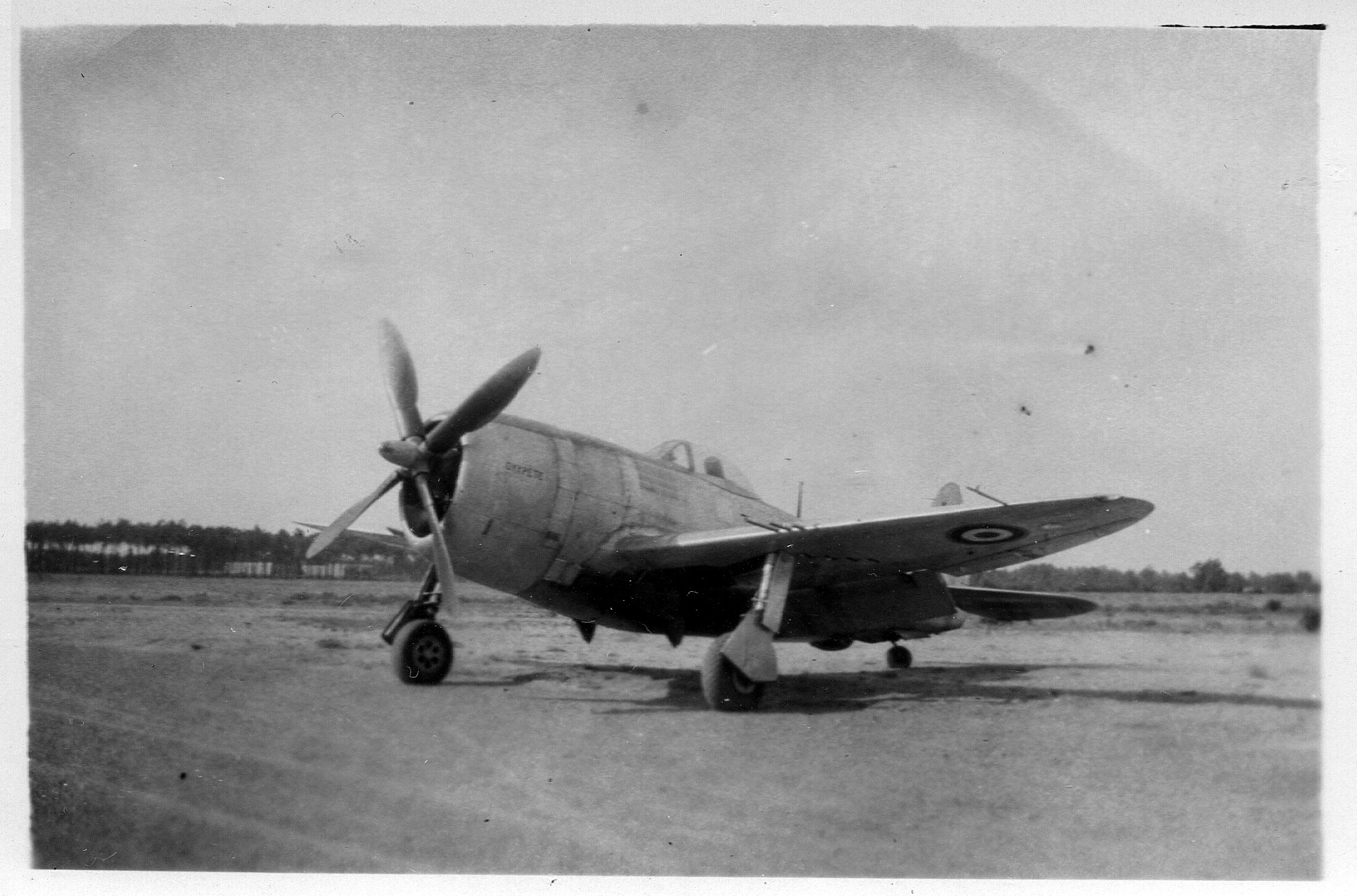
un P-47 du 3/3 Ardennes sur la base de la Sénia.

Cette grande base abritera de nombreuses unités de l'armée de l'air à titre provisoire ou définitif :
- Escadron de chasse 3/3 Ardennes en mai 1942,
- la BR 104, Les Turcos de l'escadron Franche Comté.

Entre 1954 et 1962, elle abrite notamment la 20e Escadre de chasse sur P-47D Thunderbolt de 1956 à 1957 puis sur AD-4N Skyraider en 1963 et 1964.

Elle sera dissoute et rétrocédée aux autorités algériennes en 1964 soit 2 ans après l'indépendance de l'Algérie.

### Après laSeconde Guerre mondiale
La 6e Escadre de Chasse, BA 141 d’Oran La Sénia, a été créée en janvier 1946.

## L'anciennebase aérienne, de nos jours
L'emplacement de l'ancienne base aérienne est occupé de nos jours par l'aéroport d'Oran - Ahmed Ben Bella.